# المشواف (المخادر)

تعديل مصدري - تعديل

المشواف هي إحدى قرى عزلة جبل عقد بمديرية المخادر التابعة لمحافظة إب، بلغ تعداد سكانها 214 نسمة حسب تعداد اليمن لعام 2004.